# Jamboina
Jamboina is een geslacht van vlinders van de familie venstervlekjes (Thyrididae).

## Soorten
- J. ramosa (Whalley, 1971)
- J. vindicta (Whalley, 1971)